# Cirnik (Brežice, Slovenija)
Cirnik je naselje u Općini Brežice u istočnoj Sloveniji. Cirnik se nalazi u pokrajini Dolenjskoj i statističkoj regiji Donjoposavskoj. 

## Stanovništvo
Prema popisu stanovništva iz 2002. godine Cirnik je imao 98 stanovnika.

### Etnički sastav
1991. godina:
- Slovenci: 92 (100%)

## Vanjske poveznice
- Satelitska snimka naselja  Arhivirana inačica izvorne stranice od 29. srpnja 2017. (Wayback Machine)